# Oemodana binotata
Oemodana binotata là một loài bọ cánh cứng trong họ Cerambycidae.